# أبو قسورة المغربي
محمد مومو المعروف بأبو قسورة المغربي والمكنى أيضا بأبي سارة و طلحة المغربي:(1965 - 2008). تقلد منصب أمير الشمال في دولة العراق الإسلامية التي أصبحت فيما بعد الدولة الإسلامية في العراق والشام.

## نشأته وهجرته إلى أوروبا
ولد محمد مومو في 30 يوليو 1965 بحي النرجس، وهو من الأحياء الراقية بالعاصمة العلمية فاس في المغرب. قضى طفولته في فاس ولما بلغ من العمر 15 سنة في عام 1980 سافر إلى بلجيكا ومنها إلى السويد. وفي تلك الأثناء كان محمد مومو يعيش حياة طبيعة في السويد، حيث كان يشتغل في أعمال موسمية تدر عليه أموال كان يعيل بها نفسه، قبل أن يتزوج من امرأة سويدية وينجب منها خمسة أبناء ويتحصل على الجنسية السويدية مُنتصف 1990.

## بداية التحول
مع بداية القرن الحالي طرء عليه تحول كبير في أعقاب أحداث 11 سبتمبر 2001 و ظهور خطاب القاعدة بقيادة أسامة بن لادن وما تلاها من تداعيات أُتهمت فيها الإدارة الأمريكية بٱرتكاب اعتداءات في حق المسلمين،. بدأ ٱسم هذا الشاب يرد في تقارير الإستخبارات السويدية والأمريكية.
إتهمه المغرب بالضلوع في تفجيرات 16 ماي 2003 في الدار البيضاء، ووُضع اسمه في لائحة المبحوث عنهم من قبل المديرية العامة لمراقبة التراب الوطني في المغرب. أُعتقل في الدنمارك التي سلمته إلى السويد رغم أن الحكومة المغربية طالبت بتسليمه، وٱتهمته إسبانيا كذلك في تفجيرات 11 مارس 2004 في مدريد . وفي سنة 2004 توجه إلى العراق، وقبلها كان في أفغانستان وإيران، مكنته هذه التحركات من ربط علاقات أكثر متانة مع القيادات الميدانية لتنظيم القاعدة. ليعود مرة أُخرى إلى السويد وفيها اعتقلته المخابرات السويدية عدة مرات وحققت معه لكن بدون جدوى، طلبت أمريكا تسلَّمه من السويد لكن هده الأخيرة رفضت لٱنعدام الأدلة.

## تقلده منصب أمير الشمال في دولة العراق الإسلامية
في سنة 2006، توجه أبو قسورة مرة أخرى إلى العراق، لكنه دخلها هذه المرة من الجهة الشمالية وأقام في البداية في مدينة بعقوبة، قبل أن يغادرها إلى الفلوجة حيث قاد العمليات ضد الجيش الأمريكي، ثم ٱنقطعت أخباره. ويُعتقد لدى الأجهزة الأمنية التي كانت تُراقبه بأن فترة الاختفاء هذه هي التي ٱقترب فيها أكثر من زعيم تنظيم القاعدة في بلاد الرافدين، أبو مصعب الزرقاوي. وفي ديسمبر 2006، جمدت وزارة الخزانة الأمريكية الأصول المالية لخمسة أشخاص بتهمة دعم تنظيم القاعدة ماليا من بينهم محمد مومو. لكن بعد مرور بضعة شهور، فاجأ هذا المغربي الإستخبارات الأمريكية والسويدية وبعدها المغربية بظهوره أميراً للمنطقة الشمالية في دولة العراق الإسلامية، وأصبح الرجل الثاني بهذه المنطقة بعد أبو حمزة المهاجر. تذهب المصادر إلى أنه ظهر وهو يتولى القيادة بهذه المنطقة بطابع أشد، وهو ما لم يكن من صفاته قبل انضمامه إلى صفوف القاعدة لقتال الأمريكيين في العراق. كان المسؤول عن تدبير ملف المقاتلين الأجانب في العراق، وفي سنة 2007 صدرت من الانتربول مذكرة اعتقال دولية في حق محمد مومو.

## مقتله
في يوم 5 أكتوبر 2008 تمكنت القوات الأمريكية من قتله بعد مداهمة بيت كان يختبئ فيه مع رفاقه في حي 17 تموز في الجانب الأيسر من الموصل، وقبل أن يسقط قتيلا برصاص الأمريكيين، دارت بين مجموعته وبين القوات الأمريكية معركة وُصفت بالشرسة، أطلق فيها «الجهاديون» الكثير من الرصاص، لكنهم سقطوا في النهاية في ساحة المعركة.
في يوم الأربعاء 15 أكتوبر 2008 أقام الجنرال باتريك دريسكول المُتحدث بٱسم القوات الأميركية في العراق ندوة صحفية أعلن فيها لوسائل الإعلام تفاصيل العملية التي قُتل فيها محمد مومو حيث قال ان أحد عشر شخصا قتلو من بينهم ستة مُسلحين أحدهم فجر حزامه الناسف أثناء دهم القوات الأمريكية لأحد المنازل في الموصل.
في 22 أكتوبر 2008 أصدرت مؤسسة الفرقان للإنتاج الإعلامي رسالة صوتية مدتها 8 دقائق لأمير دولة العراق الإسلامية أبو عمر البغدادي بُثت على الإنترنت تحت عنوان رثاء الشهيد أبي قسورة المغربي مما جاء فيها: (نُعزي ونهنئ رجال دولة الإسلام، وخاصةً فرسان الشمال بشهادة عَلَم من أعلام الدولة، وبنَّاء ماهرٍ حريص من عُمَّارها، فقد ترجل الفارسُ العجيب والحبيبُ القريب أبو قسورة جوادَ العز ليمتطي جوادَ الكرامة) ثم واصل أبو عمر البغدادي الحديث عن أبو قسورة واصفا إياه بأنه (أدرك ما كان يرجو وإليه يسعى ويحبو أن يموت على هذا الدرب دربِ الجهاد وعقيدةِ التوحيد، غير مبدلٍ ولا مُغير ولا مُفرط. فرحتُ لأن الله أكرمه واختاره للشهادة وبين جنوده،) وأضاف: (رمى أبو قسورة جنسيته السويدية في سلة المهملات، و هي التي يلهث وراء بريق فتاتها الكثيرُ الكثير، ولم يركن إلى زوجة أوروبية وأولاد خمسة كالبدر جمالاً، إنما فارقهم وهو المحب العاشق لهم، فلم يعرفوا خبره ولم يرَ أولاده منذ ثلاث سنين ولكن بعد أن رحَّلهم إلى مكان يحسب أنهم يكونون أقرب إلى مولاهم منهم في ديار الكفر.) إلى أن قال عن أبو قسورة (فهي إذاً العقيدة التي حمل همَّها، وقاتلَ لأجلها، وماتَ في سبيلها وتحت لوائها لواءِ لا إله الا الله محمد رسول الله.).